# Intendencia de Chiloé
La intendencia de Chiloé o provincia de Chiloé fue una efímera división política y territorial integrante del Imperio español dentro del Virreinato del Perú, situada en territorio de la actual República de Chile. Fue creada en 1784, establecida en 1786 y suprimida en 1789, aunque subsistió hasta 1791 cuando fue revertida a su estatus anterior de gobierno de Chiloé. La capital de la intendencia estaba en la ciudad de San Carlos de Chiloé (actual Ancud). 
La intendencia de Chiloé formaba parte del obispado de Concepción. Administrativamente y en lo relativo a lo naval dependía del virrey del Perú, pero militarmente el gobernador intendente debía estar de acuerdo con el comandante general de las fronteras de Chile. En lo relativo a la Real Hacienda dependía del superintendente de Lima y la Real Audiencia de Lima era su tribunal de apelaciones en materia judicial.

## Historia
Con las reformas borbónicas durante el siglo XVIII se crearon las intendencias regidas por un gobernador intendente. Estas se dividían en partidos regidos por subdelegados partidarios. La de Chiloé fue la primera intendencia establecida en el Reino de Chile al designar el rey Carlos III de España al ingeniero militar y teniente coronel de infantería Francisco Hurtado del Pino como su gobernador intendente por real título de 19 de mayo de 1784. El 20 de mayo recibió Hurtado 19 instrucciones particulares en otro real título donde Chiloé era mencionada como «una posesión tan interesante a su corona, como estimable y codiciada de sus enemigos», y se le encargaba dedicar «todos sus conatos y los mayores esfuerzos para defenderla y conservarla».
Hurtado llegó a San Carlos de Chiloé el 17 de diciembre de 1786 junto a Francisco Machado, a quien el virrey Teodoro de Croix comisionó para que ayudara a Hurtado a levantar una carta general de Chiloé según lo mandado en real orden.
Cumpliendo con la octava de las instrucciones reales recibidas, en 1785 el gobernador intendente Hurtado hizo levantar el Padrón General de la Provincia de Chiloé, en el que recopiló información censal sobre la población sometida a su obediencia en la intendencia. El territorio censado se encontraba dividido en tres curatos, que a su vez se dividían en partidos, y en capillas o pueblos:
- Curato de Chacao: (3107 españoles y 1474 indígenas) incluía los partidos de Chacao y Pudeto, divididos a su vez en 17 capillas, incluyendo el territorio de Carelmapu y Maullín, adscritos al partido de Chacao.[6]
- Curato de Calbuco: (1934 españoles y 1403 indígenas) correspondía al partido de Calbuco, dividido a su vez en 14 capillas.[6]
- Curato de Castro: (10 035 españoles y 8750 indígenas) incluía los partidos de Castro (11 capillas), Chonchi (5 capillas), Puqueldón (6 capillas), Queilén (8 capillas), Achao (8 capillas), Meulín (5 capillas) y Tenaún (8 capillas).[6]

Los partidos mencionados en el padrón corresponden a los pagos rurales según la terminología utilizada antes de la aplicación de la ordenanza de intendentes, ya que debido a la pobreza imperante la intendencia de Chiloé no contó con subdelegados partidarios al frente de los partidos o subdelegaciones como los creados en otras intendencias.
Para una mejor comprensión de sus resultados, Hurtado encargó la realización de un mapa de la provincia señalando sus zonas de poblamiento efectivo. La elaboración de este mapa se atribuye al piloto español José de Moraleda, quien se encontraba en la zona durante la realización del padrón. Moraleda luego del censo realizó entre 1787 y 1788 dos viajes de circunvalación de la isla Grande de Chiloé, describiendo sus costas, además de las costas de Carelmapu y Calbuco, elaborando el mapa. En el anexo de este mapa se señalan los límites de la intendencia, que siendo conocidos por el gobernador intendente por haber estudiado por orden real previo a su viaje a la isla los informes y antecedentes del gobierno de Chiloé, no están indicados explícitamente en el real título de 19 de mayo de 1784 que la creó.

«En los reales dominios de vuestra magestad y obispado de la Concepción, se halla situada la provincia y archipiélago de Chiloé, situada entre los 41 grados y medio de latitud austral, a los 44 y medio. Su costa corre desde Chile, de norte a sur, hasta el Cavo de Hornos y Estrecho de Magallanes. Confina por el norte con los terrenos de la antigua y destruida ciudad de Osorno; por el sur con los dilatados archipiélagos de Huaianeco y Huaitecas; por el este con la cordillera y pampas que siguen a la costa patagónica, y por el oeste tiene la mar del sur. Compónese toda aquella provincia de tres curatos que son: Santiago de Castro, San Antonio de Chacao y San Miguel de Calbuco.»

La mayor parte de este territorio no se hallaba bajo control efectivo de los españoles, en parte por seguir en poder de los pueblos indígenas de la zona y en parte por estar completamente deshabitado. Fuera de las islas de Chiloé, existían asentamientos españoles en el archipiélago de Calbuco y en Carelmapu (en tierra continental). En una real orden de 31 de mayo de 1784 el rey ordenó a Hurtado y al gobernador de Valdivia que iniciaran cada uno por su lado las obras del Camino Real entre Carelmapu y Valdivia pasando por las ruinas de Osorno, siendo el río Bueno el límite reconocido por ambas jurisdicciones. Aunque ambos gobernantes no se pusieron de acuerdo sobre la traza del camino, en marzo de 1787 Hurtado envió una expedición que llegó hasta el lago Llanquihue y en abril retornó a Maullín. Poco después envió otra expedición en busca de las ruinas de Osorno. Encargó también trabajos de reedificación de los fuertes de Agüi, Calbuco, Carelmapu y Castro. 
Debido a su formación en ingeniería a Hurtado se le encargó la confección de reportes sobre la situación económica y militar del archipiélago, donde en una primera etapa se manifestó partidario de la unión de Chiloé con Perú por sobre su antiguo vínculo con Chile. No obstante, en una segunda etapa comenzó a percibir que la dependencia con el virreinato entorpecía su administración, y que la mejor forma de gobernar Chiloé era convirtiéndola en una capitanía general que se entendiese directamente con el Consejo de Indias en España. Estas diferencias con el virrey Teodoro de Croix terminaron provocando su destitución en 1789, así como la abolición de la intendencia de Chiloé, que a partir de entonces volvería a ser convertida en una gobernación militar, con gobernadores de confianza del virrey. Croix en su relación a su sucesor se refirió a la disputa:

«(...) esta Real Audiencia recibió carta de aquel Intendente en que le incluye un pliego para la Superior Junta. En la carta dice entre otras cosas que yo y mi Asesor lo invadimos, que le interceptamos los pasos de su jurisdicción, que la Isla de Chiloé no está sujeta á esta Capitanía General ni á la de Chile, que según su título, é instrucción que se le dió, Ordenanzas de Intendentes y posteriores órdenes que se le han dirigido, aquella Isla es una Provincia ultramarina indiferente, que en su Gobierno no depende más que de S. M. y de la vía reservada (...) El Intendente Hurtado se halla en esta capital con destino de ser remitido á España acompañado de su causa, por Real Orden de 10 de Mayo de 1789, por la insubordinación y excesos cometidos en su Gobierno é Intendencia de la Isla de Chiloé (...)»

El virrey Croix designó interinamente al coronel Francisco Garos como gobernador intendente para reemplazar a Hurtado, a quien ordenó viajar a Lima para defenderse de su procesamiento. La fragata Balbanera que transportaba a Garos naufragó en los bajíos del puerto de San Carlos el 22 de diciembre de 1788, pero Garos logró salvarse y Hurtado le entregó el gobierno. Garos se mantuvo hasta fines de 1791 cuando llegó Pedro Cañaveral y Ponce, designado por el rey el 24 de junio de 1789 como gobernador político y militar sin el rango de intendente. Chiloé continuó su dependencia del Virreinato del Perú hasta la desaparición de este en 1824 y como gobernación militar aislada hasta su anexión a Chile en 1826.